# آرسن مکوکیشویلی
آرسن مکوکیشویلی (گرجی: არსენ მეკოკიშვილი؛ ۱۲ آوریل ۱۹۱۲ – ۹ مارس ۱۹۷۲) کشتی‌گیر گرجی‌تبار اهل اتحاد جماهیر شوروی سوسیالیستی بود که در چهار سال حضور احمد وفادار در مسابقات جهان و المپیک، مانع از کسب مدال او شد، احمد وفادار ۹۰ کیلویی مجبور بود با حریفانی همچون آرسن مکوکیشویلی  ۱۶۰ کیلویی کشتی بگیرد و همین امر سبب شد که دست احمد وفادار از مدال کوتاه بماند

وی در مسابقات کشوری و بین‌المللی در مجموع برندهٔ ۲ مدال طلا شد  ‌است